# Кронштадтська колонія (платформа)
Кронштадтська колонія — залізнична платформа Жовтневої залізниці в межах міста Ломоносов. Названа за однойменним району Кронштадтська колонія, що знаходиться на північній стороні залізничної лінії. Часткова реставрація платформи була проведена восени 2011 року.

## Фото

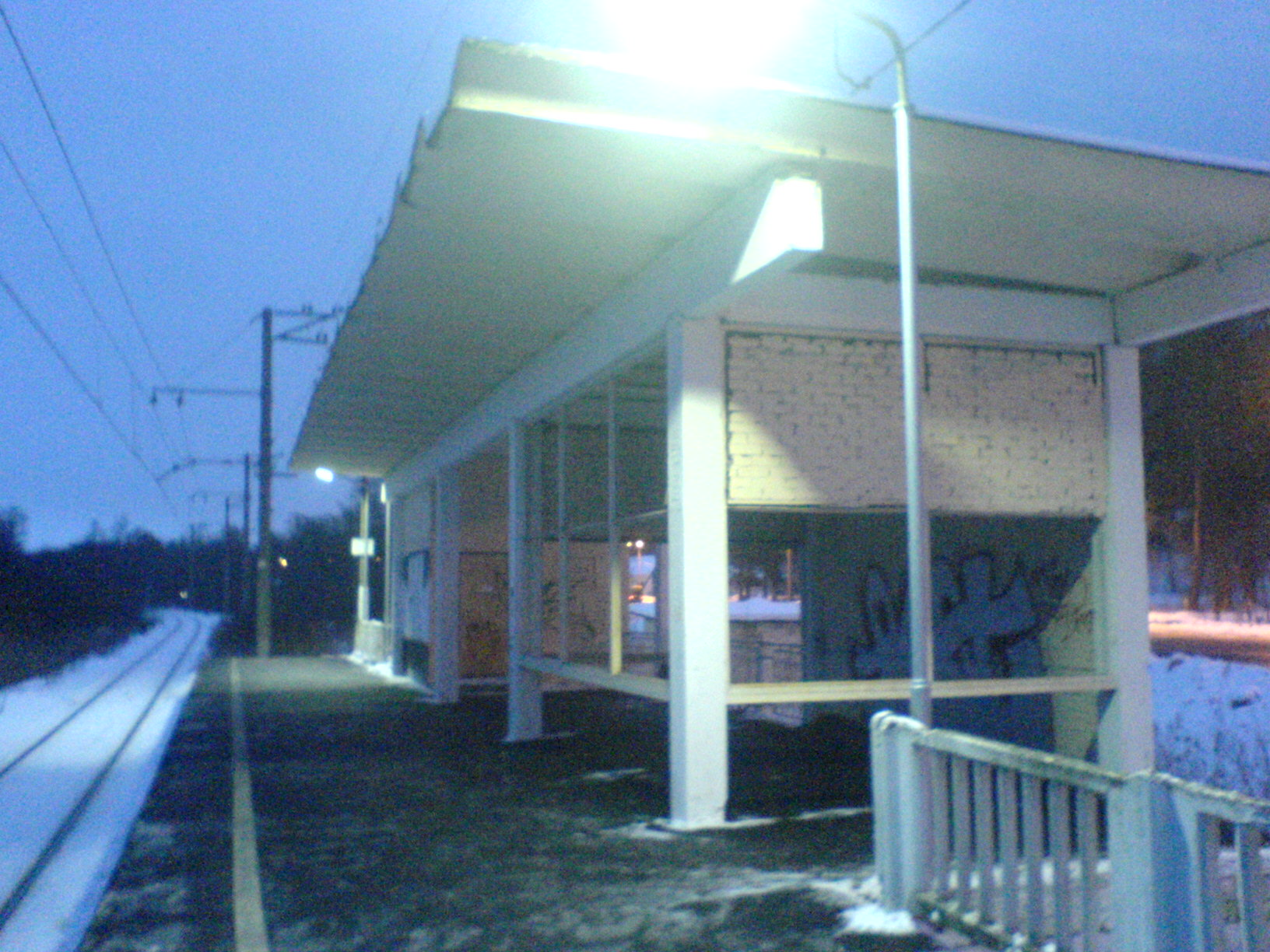
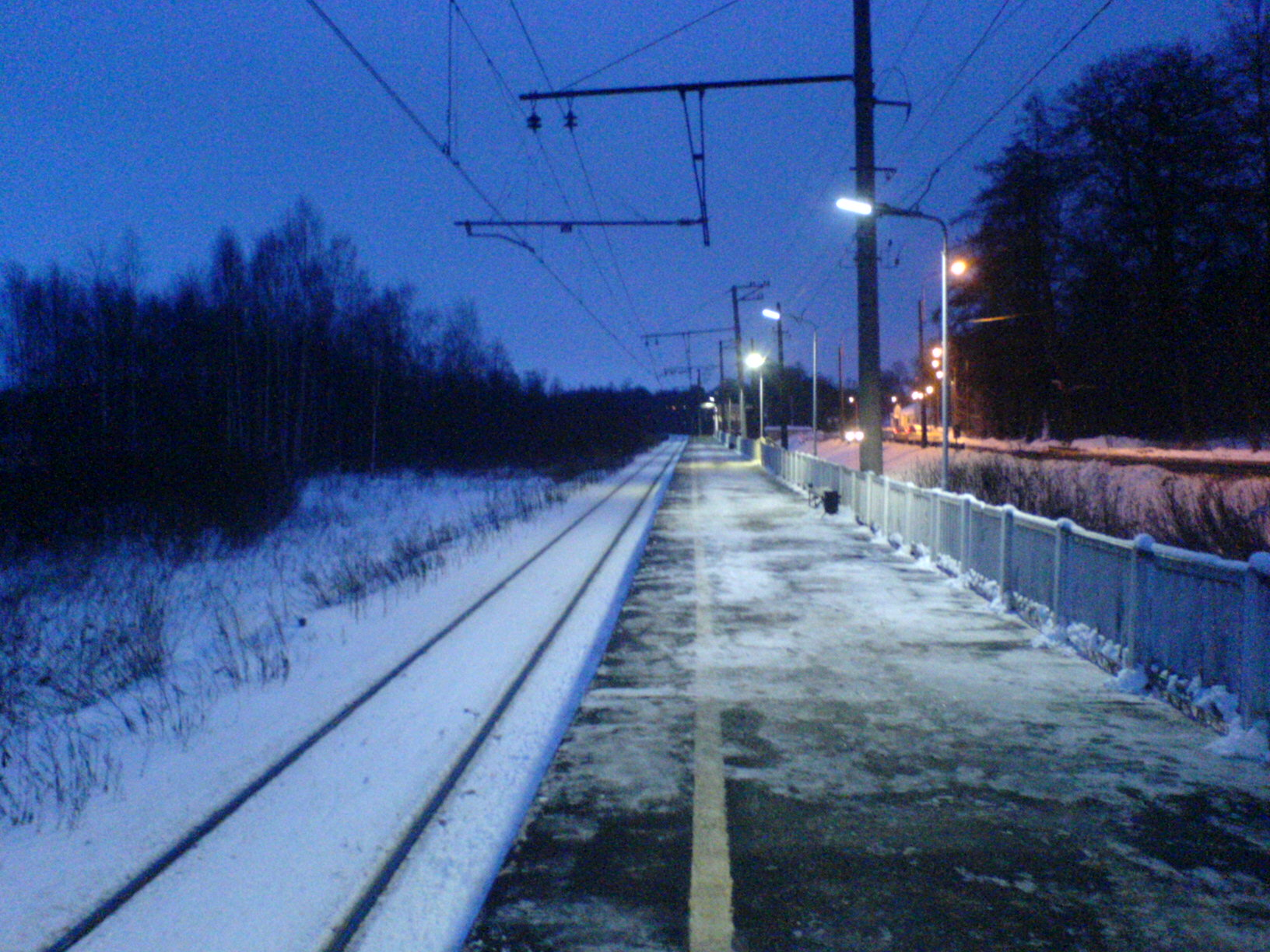
Платформа Кронштадтська Колонія. Вид в сторону станції Оранієнбаум II